# Назаровка (Михайловський район)
Наза́ровка (рос. Назаровка) — село у складі Михайловського району Алтайського краю, Росія. Адміністративний центр та єдиний населений пункт Назаровської сільської ради.

## Населення
Населення — 563 особи (2010; 637 у 2002).
Національний склад (станом на 2002 рік):
- росіяни — 71 %